# شريط إخباري
شريط إخباري دوار (بالإنجليزية: Subtitle)‏ يوضع في الغالب أسفل شاشة التلفزيون تطبع عليه عناوين أهم الأخبار، ويعود الفضل في استحداثه ل‍ شبكة سي أن أن (CNN) الإخبارية الامريكية أثناء تغطيتها ل‍ حرب الخليج عام 1991م، وشاع استخدامه أواخر تسعينيات القرن الماضي، ويتيح الشريط الإخباري عرض ما بين ( 15-20 وحسب رغبة القناة) خبراً يتم عرضها على الشاشة بطريقة أفقية دائرية تمر على الشاشة من اليمين إلى اليسار وبالعكس حسب اللغة المستعملة. كما يتم تحديد سرعة السبتايتل حسب الرغبة وهو في الغالب بين البطيئة المملة والسريعة المتعبة للمشاهد.